# Уцзян (Сучжоу)
Уцзя́н (кит. упр. 吴江, пиньинь Wújiāng) — район городского подчинения городского округа Сучжоу провинции Цзянсу (КНР). Район назван в честь реки Уцзян.

## История
Во времена государства Лян в 909 году был создан уезд Уцзян (吴江县). Во времена монгольской империи Юань он был в 1296 году поднят в статусе до области, но при китайской империи Мин был в 1369 году вновь понижен в статусе до уезда. Во времена империи Цин в 1726 году из уезда Уцзян был выделен уезд Чжэньцзэ (震泽县), но после Синьхайской революции он был в 1912 году вновь присоединён к уезду Уцзян.
В 1953 году был образован Специальный район Сучжоу (苏州专区), и уезд вошёл в его состав.  В 1970 году Специальный район Сучжоу был переименован в Округ Сучжоу (苏州地区). В 1983 году были расформированы город Сучжоу и округ Сучжоу, и образован городской округ Сучжоу.
В 1992 году уезд Уцзян был преобразован в городской уезд.
В 2012 году городской уезд Уцзян был преобразован в район городского подчинения.

## Административное деление
Район делится на 1 уличный комитет и 8 посёлков.